# Medalha Heinrich Tessenow
A Medalha Heinrich Tessenow (Heinrich-Tessenow-Medaille) é um prêmio de arquitetura instituido pela Alfred Toepfer Stiftung F.V.S. de Hamburgo em 1963 em memória ao arquiteto Heinrich Tessenow e atribuído anualmente pela Heinrich-Tessenow-Gesellschaft e.V.. Entre os premiados se destacam os nomes de Giorgio Grassi (1992), Massimo Carmassi (1993), Juan Navarro Baldeweg (1998), David Chipperfield (1999), Eduardo Souto de Moura (2001) além dos vencedores do Prémio Pritzker Sverre Fehn (1997) e Peter Zumthor (1989). 

## Laureados
- 1963 - Franz Schuster, (Viena)
- 1964 - Kay Fisker, (Copenhague)
- 1965 - Otto Dellemann, (Hannover)
- 1966 - Heinrich Rettig, (Dresden )
- 1967 - Mia Seeger, (Stuttgart) -Gerlingen
- 1968 - Wilhelm Wagenfeld, (Stuttgart)
- 1969 - Wilhelm Tiedje, (Stuttgart)
- 1970 - Wilhelm Hübotter, (Hannover)
- 1971 - Werner Wirsing, (München)
- 1972 - Hans Döllgast, (München)
- 1973 - Steen Eiler Rasmussen, (Copenhague)
- 1974 - Heinrich Bartmann, (Baden-Baden)
- 1975 - Otto Kindt, (Hamburgo)
- 1976 - Arnold Braune, Oldenburg i. Old.
- 1977 - Godberg Nissen, (Hamburgo)
- 1978 - Gerhard Müller-Menckens, Bremen
- 1979 - Hellmut Weber, (Stuttgart)
- 1980 - Helmut Hentrich, Düsseldorf
- 1981 - Povl Abrahamsen, Dragör, Danimarca
- 1982 - Friedrich Seegy, Nuremberg
- 1983 - Kornel E. Polgar, Waddingsveen, Holanda
- 1984 - Joachim Schürmann, (Koln)
- 1985 - Theo Steinhauser, (München)
- 1986 - Viggo Möller-Jensen, (Copenhague)e Karljosef Schattner, Eichstätt
- 1987 - Horst von Bassewitz, (Hamburgo)
- 1988 - Johannes Spalt, (Viena)
- 1989 - Peter Zumthor, (Haldenstein )
- 1990 - Erich Kulka, Bussau im Wendland e Wilhelm Landzettel, Gehrden
- 1991 - Theodor Hugues, (München)
- 1992 - Giorgio Grassi, (Milão)
- 1993 - Massimo Carmassi, (Pisa)
- 1994 - Kurt Ackermann, (München)
- 1995 - keine Preisvergabe
- 1996 - Peter Kulka, (Dresden)e Koln
- 1997 - Sverre Fehn, (Oslo)
- 1998 - Juan Navarro Baldeweg, (Madrid)
- 1999 - David Chipperfield, (Londres)
- 2000 - Heinz Tesar, (Viena)
- 2001 - Eduardo Souto de Moura, (Porto)
- 2002 - Peter Märkli, (Zurique)
- 2003 - Mikko Heikkinen und Markku Komonen, Helsinki
- 2004 - Gilles Perraudin, (Lion)
- 2005 - Miroslav Šik, (Zurique) e Praga
- 2006 - Sergison/Bates, (Londres)
- 2007 - keine Preisvergabe
- 2008 - keine Preisvergabe
- 2009 - Richard Sennett, (Nova Iorque)
- 2011 - Roger Diener
- 2013 - Alberto Campo Baeza

## Publicações
- Ulrich Höhns: Ausgezeichnete Architektur. Fritz-Schumacher-Preis 1950–2000 und Heinrich-Tessenow-Medaille 1963–2000. Christians, Hamburg 2000, ISBN 3-7672-1381-8

- Kai Krauskopf und Hartmut Frank: Bauen im Geiste Heinrich Tessenows. Für eine moderne Baukultur der Einfachheit. Die Preisträger der Heinrich-Tessenow-Medaille 1963–2001. Heinrich-Tessenow-Stiftung, Hamburg [2002?], ISBN 3-00-010506-9